# Prix Bruno-Rossi
Pour les articles homonymes, voir Rossi.

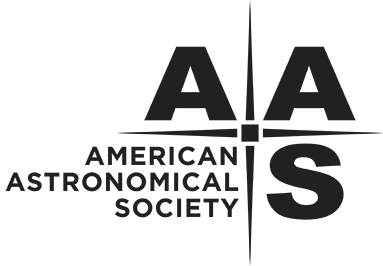
L'American Astronomical Society décerne le Prix Bruno-Rossi.

Le prix Bruno-Rossi, nommé ainsi en l'honneur de l'astrophysicien italo-américain Bruno Rossi, est décerné par la division « Astrophysique des hautes énergies » (High Energy Astrophysics Division) de l'American Astronomical Society (AAS) afin de récompenser les contributions significatives dans ce domaine, particulièrement si elles sont originales et innovantes.

## Lauréats
- 1985 : William R. Forman (de) et Christine Jones Forman, pour leurs travaux sur l'émission X des galaxies elliptiques.
- 1986 : Allan S. Jacobson (de), pour ses travaux sur la spectroscopie dans le domaine gamma.
- 1987 : Michiel van der Klis, pour sa découverte du phénomène d'oscillations quasi périodiques dans GX5-1.
- 1988 : Rashid A. Sunyaev, pour l'ensemble de sa contribution à la compréhension des sources astrophysiques de rayons X, et en particulier de la structure des disques d'accrétion autour des trous noirs.
- 1989 : Les équipes du détecteur Irvine-Michigan-Brookhaven et de l'expérience Super-Kamiokande, pour la mise en évidence de l'émission de neutrinos lors de la supernova SN 1987A.
- 1990 : Stirling Colgate (en), pour sa prédiction que le phénomène de supernova à effondrement de cœur s'accompagnait d'une intense émission de neutrinos et pour la compréhension du rôle joué par ceux-ci lors de cet effondrement.
- 1991 : John A. Simpson (en), pour ses travaux sur les comètes, les rayons cosmiques et l'activité solaire.
- 1992 : Gerald H. Share, pour la mise en œuvre du spectromètre gamma de la mission SolarMax
- 1993 : Giovanni Bignami et Jules Halpern, pour leur contribution à la découverte de la nature de Geminga, une des plus puissantes sources de rayons gamma du ciel, en réalité une étoile à neutrons relativement proche.
- 1994 : Gerald Fishman (en), pour sa contribution à la mise en œuvre de l'instrument BATSE du Compton Gamma-Ray Observatory, qui permit de mieux cerner la nature des sursauts gamma.
- 1995 : Carl Fichtel, pour sa contribution à la mise en œuvre de l'instrument EGRET du Compton Gamma-Ray Observatory, qui permit découvrir une nouvelle classe d'objets astrophysiques, les blazars gamma.
- 1996 : Felix Mirabel et Luis F. Rodriguez, pour leur découverte du premier microquasar, GRS 1915+105.
- 1997 : Trevor C. Weekes, pour sa découverte de l'émission gamma de la Nébuleuse du Crabe et de la galaxie Markarian 421.
- 1998 : L'équipe du satellite Beppo-SAX et Jan van Paradijs, pour leur découverte de l'écho X et optique des sursauts gamma, permettant de déterminer leur décalage vers le rouge et leur distance.
- 1999 : Jean Swank et Hale Bradt, pour leur rôle dans le développement de satellite artificiel Rossi X-ray Timing Explorer.
- 2000 : Peter Meszaros, Bohdan Paczyński et Martin Rees, pour leur contribution à la modélisation des sursauteurs gamma.
- 2001 : Andrew Fabian et Yasuo Tanaka, pour la mise en évidence du très grand décalage vers le rouge d'origine gravitationnelle de la raie K du fer dans les noyaux actifs de galaxie avec le satellite ASCA.
- 2002 : Leon Van Speybroeck (en), pour sa contribution à la réalisation d'un instrument capable d'observer en X à haute résolution angulaire (Chandra).
- 2003 : Robert Duncan (en), Christopher Thompson et Chrýssa Kouveliótou, pour la prédiction et l'observation des magnétars, des étoiles à neutrons à très fort champ magnétique.
- 2004 : Harvey Tananbaum et Martin Weisskopf, pour leur contribution à la mise en œuvre du télescope spatial Chandra.
- 2005 : Stanford E. Woosley, pour sa contribution à la compréhension du phénomène de collapsar observé dans les sursauts gamma.
- 2006 : Deepto Chakrabarty, Tod Strohmayer et Rudy Wijnands, pour leurs travaux ayant permis de mettre en évidence la rotation très rapide de certaines étoiles à neutrons en phase d'accrétion, devenant par suite des pulsars millisecondes.
- 2007 : Neil Gehrels et l'équipe du Swift, pour leur contribution à une meilleure compréhension des sursauts gamma.
- 2008 : Steve Allen, Pat Henry, Maxim Markevitch et Alexey Vikhlinin (en), pour leur contribution à l'étude du rayonnement X des amas de galaxies et l'utilisation de ceux-ci en cosmologie.
- 2009 : Charles Bailyn, Jeffrey E. McClintock et Ronald A. Remillard, pour leur mesure de la masse de trous noirs supermassifs.
- 2010 : Felix A. Aharonian (en), Werner Hofman (en), Heinrich J. Voelk et l'équipe du H.E.S.S..
- 2011 : William B. Atwood, Peter Michelson (en) et l'équipe du Fermi Gamma-ray Space Telescope.
- 2012 : Marco Tavani (de) et l'équipe de l'AGILE
- 2013 : Roger W. Romani et Alice Harding
- 2014 : Douglas P. Finkbeiner, Tracy R. Slatyer et Meng Su, pour leur découverte des bulles de Fermi.
- 2015 : Fiona A. Harrison (en)
- 2016 : Niel Brandt (en)
- 2017 : Gabriela González et l'équipe de LIGO
- 2018 : Colleen Wilson-Hodge et l'équipe de l'instrument GBM du Fermi Gamma-ray Space Telescope
- 2019 : Brian Metzger (de) et Daniel Kasen
- 2020 : Sheperd Doeleman et la collaboration de l'Event Horizon Telescope
- 2021 : Francis Halzen (en) et la collaboration IceCube
- 2022 : Keith Gendreau, Zaven Arzoumanian et l'équipe de NICER
- 2023 : Anatoly Spitkovsky